# Aces of the Pacific
Aces of the Pacific (englisch: „Asse des Pazifik“) ist ein Computerspiel. Es handelt sich um eine Flugsimulation, die zur Zeit des Zweiten Weltkrieges im Raum des Pazifischen Ozeans spielt. Aces of the Pacific wurde von Dynamix Inc. entwickelt und 1992 veröffentlicht. Es ist der Nachfolger der ausgezeichneten Flugsimulation Red Baron von 1990. 1993 erschien mit Aces over Europe eine Fortsetzung der Reihe mit Schauplatz Europa.
Neben dem Hauptspiel veröffentlichte Dynamix noch eine Erweiterung WWII: 1946. Darin wird der hypothetische Kriegsverlauf behandelt, wie er ohne Atombombenabwurf der U.S. Armee hätte stattfinden können.
Das Spiel beinhaltet verschiedenste Flugzeuge dieser Zeit, unter anderem die P-51 Mustang oder Mitsubishi A6M (Zero). Mit der Zusatzdiskette kamen noch weitere Flugzeuge, wie die Lockheed P-80, Nakajima J9Y (Kikka) und einige Prototypen hinzu. Neben Trainingsmissionen und Kampagnen kann man historische Einsätze oder Luftschlachten auf amerikanischer oder japanischer Seite nachspielen (z. B. den jap. Angriff auf Pearl Harbor am 7. Dezember 1941). Abgerundet wird dies durch zahlreiche Hintergrundinformationen, die sich auch über die Flugzeuge und amerikanische und japanische Fliegerasse erstrecken.